# Konzeptfahrzeuge von Audi
Es gibt mehrere Konzeptfahrzeuge und Studien, die vom Automobilhersteller Volkswagen AG unter der Marke Audi vorgestellt wurden.

| Jahr | Konzeptname                              | Ort                              | Beschreibung | Bild |
| ---- | ---------------------------------------- | -------------------------------- | --- | ---- |
| 1969 | 80 Prototyp                              |                                  | Vorläufer des ersten Audi 80 |      |
| 1969 | 100 LS Cabriolet                         |                                  | Cabrio |      |
| 1973 | Pik Ass                                  | IAA                              | Kombicoupé |      |
| 1974 | Audi 100S coupe speciale                 |                                  | |      |
| 1981 | Audi Forschungsauto                      | IAA                              | Fahrzeug mit Stufenheck, Vorläufer des Audi 100 C3, Entwicklung im Rahmen eines durch das Bundesministerium für Forschung und Technologie geförderten Forschungsprojektes                                 |      |
| 1981 | Quartz Concept                           |                                  | Coupé. Karosserie von Enrico Fumia für Pininfarina |      |
| 1984 | B12 80                                   |                                  | Fahrzeug mit Stufenheck |      |
| 1986 | GT Cabriolet                             |                                  | Cabrio |      |
| 1986 | Sport quattro RS002 Group S              |                                  | Sportwagen |      |
| 1991 | Avus quattro                             | Tokyo Motor Show                 | Sportwagen |      |
| 1991 | quattro spyder                           | IAA                              | Sportwagen |      |
| 1993 | ASF Concept                              | IAA                              | ASF (Audi Space Frame), Vorschau auf den Audi A8 D2 |      |
| 1995 | TT Concept                               | IAA                              | Coupé als Ausblick auf den Audi TT |      |
| 1995 | TTS Roadster Concept                     | IAA                              | Cabrio als Ausblick auf den Audi TT |      |
| 1997 | AL2                                      | IAA                              | Ausblick auf A2 |      |
| 1997 | AL2 open end                             | Tokyo Motor Show                 | Ausblick auf A2 als Halbcabriolet |      |
| 1997 | A8 Coupe                                 | Genfer Auto-Salon                | Coupé |      |
| 1998 | R8R LMP Prototyp                         |                                  | Sportwagen |      |
| 1999 | TT-R DTM Prototyp                        |                                  | Sportwagen |      |
| 2000 | Rosemeyer                                | Autostadt                        | Coupé |      |
| 2000 | Steppenwolf                              | Pariser Autosalon                | basiert auf Audi A3 Quattro, Ausblick auf ein Audi SUV |      |
| 2001 | Avantissimo                              | IAA                              | Oberklasse-Kombi |      |
| 2003 | Nuvolari quattro                         | Genfer Auto-Salon                | Coupé |      |
| 2003 | Le Mans quattro                          | IAA                              | Sportwagen |      |
| 2003 | Pikes Peak quattro                       | Detroit Motor Show               | SUV |      |
| 2004 | A2H2                                     | Hannover-Messe                   | Wasserstoff-Brennstoffzellenfahrzeugs, basiert auf dem A2 |      |
| 2004 | RSQ                                      |                                  | Sportcoupé, für Spielfilm “I, Robot” entworfen, sollte Ausblick auf das Jahr 2035 geben |      |
| 2005 | Shooting Brake                           | Tokyo Motor Show                 | Kombilimousine als Ausblick auf die zweite Generation des Audi TT |      |
| 2005 | allroad quattro concept                  | NAIAS                            | Gelände-Kombi |      |
| 2006 | Nero                                     | LA Auto Show                     | Designstudie, welche an die stromlinienförmigen Rennwagen der Auto Union aus den 30er-Jahren erinnern soll                                                                                                |      |
| 2006 | Roadjet                                  | NAIAS                            | Mittelklasse mit 221 kW (300 PS) |      |
| 2007 | TT Clubsport                             | Wörthersee                       | Sportwagen/Roadster mit Audi TT 8J als Basis |      |
| 2007 | Cross Cabriolet Quattro                  | LA Auto Show                     | Cabrio-SUV |      |
| 2007 | Metroproject Quattro/ A1 Project Quattro | Tokyo Motor Show                 | Kleinwagen, dreitürig, Vorläufer des Audi A1 |      |
| 2008 | R8 Le Mans Concept                       | NAIAS                            | Sportwagen |      |
| 2008 | A3 TDI Clubsport Quattro                 | Wörthersee                       | Kompaktklasse |      |
| 2008 | A1 Sportback Concept                     | Pariser Autosalon                | Kleinwagen, fünftürig, Vorläufer des Audi A1 |      |
| 2009 | e-tron Frankfurt                         | IAA                              | ein 2009 auf der IAA in Frankfurt als Showcar vorgestellter Hochleistungssportwagen; ein reines Elektroauto mit vier Einzelradmotoren                                                                     |      |
| 2009 | Sportback Concept                        | NAIAS                            | Kombilimousine der oberen Mittelklasse, baut auf der Plattform des für 2012 vorgesehenen Audi A6 auf und ist selbst in nur wenig veränderter Form als Audi A7 in Serie gegangen                           |      |
| 2010 | e-tron Detroit                           | NAIAS                            | eine 2010 auf der NAIAS in Detroit vorgestellte, leicht modifizierte Version des Frankfurt-Showcars; Antriebskonzept ähnlich wie Frankfurt, jedoch nur Hinterräder angetrieben und etwas weniger Leistung |      |
| 2010 | A8 Hybrid                                | Genfer Auto-Salon                | seriennahe Hybridkonzeptfahrzeug auf A8-D4-Basis |      |
| 2010 | e-tron Spyder                            | Pariser Autosalon                | eine auf dem Auto-Salon Paris 2010 vorgestellte, auf dem Detroit-Showcar basierende Variante als Cabriolet; Antrieb als Hybrid aus Elektromotor und Diesel-Direkteinspritzer (TDI)                        |      |
| 2010 | Quattro Concept                          | Pariser Autosalon                | zweisitziges Fahrzeug, welches auf den RS5 basiert |      |
| 2011 | A3 Concept                               | Genfer Auto-Salon                | Kompaktklasse-Limousine |      |
| 2011 | urban concept                            | IAA                              | 1+1-sitziges, leichtes Fahrzeug mit Elektroantrieb |      |
| 2011 | A3 e-tron Concept                        | Auto Shanghai                    | Variante des Audi A3, auf der Auto Shanghai 2011 als Konzeptstudie vorgestellt; Hybridantrieb aus Elektromotor und TFSI-Verbrennungsmotor                                                                 |      |
| 2012 | Q3 Vail concept                          | NAIAS                            | Kompakt-SUV auf Q3-Basis |      |
| 2012 | RS Q3 concept                            | Auto China                       | Vorschau auf den RS Q3 |      |
| 2012 | A6 L e-tron concept                      | Auto China                       | seriennahe Obere-Mittelklasse-Limousine mit Hybridantrieb |      |
| 2012 | crosslane coupé                          | Pariser Autosalon                | Kompakt-SUV |      |
| 2013 | A3 e-tron                                | Genfer Auto-Salon                | seriennahe Konzeptstudie Audi A3 8V Sportback als Basis |      |
| 2013 | TT Ultra Quattro Concept                 | Wörthersee                       | Basis: Audi TT 8J |      |
| 2013 | Sport quattro concept                    | IAA                              | Coupé-Sportwagen mit Hybridmotor |      |
| 2013 | Nanuk Quattro Concept                    | IAA                              | Sportwagen |      |
| 2014 | Allroad Shooting Brake                   | NAIAS                            | Crossover aus Sportwagen und SUV |      |
| 2014 | TT Offroad                               | Auto China                       | Crossover aus Coupé und SUV |      |
| 2014 | A3 Clubsport quattro Concept             | Wörthersee                       | Basis: Audi A3 8V Limousine |      |
| 2014 | Prologue                                 | LA Auto Show                     | Coupé der Oberklasse |      |
| 2015 | prologue piloted driving                 | CES                              | Oberklasse-Coupé: Autonomes Fahren, Hybridantriebe und Neuentwicklungen bei der Lichttechnologie stehen bei diesem Fahrzeug im Vordergrund.                                                               |      |
| 2015 | prologue Avant                           | Genfer Auto-Salon                | Oberklasse-Kombi |      |
| 2015 | prologue allroad                         | Auto Shanghai                    | Oberklassefahrzeug mit Plug-in-Hybridantrieb |      |
| 2015 | TT Clubsport quattro                     | Wörthersee                       | Basis: Audi TT FV |      |
| 2015 | e-tron quattro concept                   | IAA                              | Elektro-SUV-Konzeptfahrzeug als Vorschau auf den e-tron |      |
| 2016 | Audi h-tron Quattro concept              | NAIAS                            | SUV mit Wasserstoffantrieb |      |
| 2017 | Q8 Concept                               | NAIAS                            | SUV |      |
| 2017 | Q8 Sport Concept                         | Genfer Auto-Salon                | SUV |      |
| 2017 | e-tron Sportback Concept                 | Auto Shanghai                    | Elektro-SUV-Coupé |      |
| 2017 | ELAINE                                   | IAA                              | Weiterentwicklung des e-tron Sportback Concept, autonomes Fahren Level 4 |      |
| 2017 | AICON                                    | IAA                              | autonomes Fahren Level 5 |      |
| 2018 | Pop.Up Next                              | Genfer Auto-Salon                | gemeinsam mit Airbus und Italdesign entwickelt |      |
| 2018 | PB18 e-tron                              | Pebble Beach Concours d’Elegance | elektrische angetriebener Shooting Brake mit LMP1-Technik |      |
| 2018 | e-tron GT Concept                        | LA Auto Show                     | Basiert auf derselben Plattform wie der Porsche Taycan |      |
| 2019 | Q4 e-tron concept                        | Genfer Auto-Salon                | elektrische angetriebenes SUV |      |
| 2019 | AI:ME                                    | Auto Shanghai                    | Automatisiert fahrender Kompaktwagen |      |
| 2019 | AI:Trail                                 | IAA                              | Automatisiert fahrender Geländewagen |      |
| 2020 | Q4 Sportback e-tron concept              |                                  | elektrisch angetriebenes SUV-Coupé |      |
| 2021 | A6 e-tron concept                        | Auto Shanghai                    | elektrisch angetriebene Limousine |      |
| 2021 | Skysphere Concept                        | Pebble Beach Concours d’Elegance | elektrisch angetriebenes Cabrio, das bei Bedarf auch autonom fährt. Der Radstand ist variabel. |      |
| 2021 | Grandsphere Concept                      | IAA                              | elektrisch angetriebene Limousine |      |
| 2022 | A6 Avant e-tron concept                  |                                  | elektrisch angetriebener Kombi |      |
| 2022 | Urbansphere Concept                      |                                  | elektrisch angetriebener Van mit einer Länge von 5,51 m |      |
| 2023 | Activesphere Concept                     |                                  | viertüriges Crossover-Coupé mit einer Länge von 4,98 m |      |
| 2023 | EP4 Concept                              |                                  | elektrisch angetriebener Restomod des NSU Prinz 4 |      |
| 2024 | E Concept                                |                                  | elektrisch angetriebenes Konzeptfahrzeug, das auf den chinesischen Markt zugeschnitten ist. |      |